# Куигли, Годфри
Годфри Джон Куигли (англ. Godfrey John Quigley; род. 4 мая 1923, Иерусалим, Подмандатная Палестина — 7 сентября 1994, Дублин, Ирландия) — ирландский актёр театра и кино, продюсер.

## Ранняя жизнь
Годфри Куигли родился в Иерусалиме, где его отец служил офицером британской армии. Семья вернулась в Ирландию в 1930-е годы.

## Карьера
После прохождения военной службы во время Второй мировой войны Куигли дебютировал как актёр в Театре Аббатства.
В 1949 году Куигли начал кинематографическую карьеру, снявшись в фильме «Святые и грешники». В 1969 году актёр появился в телевизионном триллере «Big Breadwinner Hog». В 1970-е годы сыграл в двух фильмах Стэнли Кубрика: «Заводной апельсин» и «Барри Линдон». В 1984 году получил театральную премию «Harvey’s Best Actor Award».
В 1950-е годы Куигли стал одним из основателей «Globe Theatre Company». Организация была упразднена в 1960 году. В тот же период занимался продюсированием радиоспектакля «The Kennedys of Castleross».
Последнюю кинороль Годфри Куигли сыграл в 1983 году (социальная драма «Воспитание Риты»). Завершил карьеру в 1989 году, озвучив одного из персонажей в мультфильме «Все псы попадают в рай».

## Личная жизнь
Куигли был женат на ирландской актрисе Женевьев Лайонс. Отношения закончились разводом.
Куигли умер в Дублине в 1994 из-за последствий болезни Альцгеймера.

## Избранная фильмография
| Год  |     | Русское название           | Оригинальное название            | Роль               |
| ---- | --- | -------------------------- | -------------------------------- | ------------------ |
| 1949 | ф   | Святые и грешники          | Saints and Sinners               | Колин              |
| 1966 | ф   | Вторжение Далеков на Землю | Daleks' Invasion Earth 2150 A.D. | Дортмун            |
| 1971 | ф   | Убрать Картера             | Get Carter                       | Эдди               |
| 1971 | ф   | Заводной апельсин          | A Clockwork Orange               | тюремный священник |
| 1975 | ф   | Барри Линдон               | Barry Lyndon                     | капитан Гроган     |
| 1977 | ф   | Человек в железной маске   | The Man in the Iron Mask         | Безмо              |
| 1983 | ф   | Воспитание Риты            | Educating Rita                   | отец Риты          |
| 1989 | мтф | Все псы попадают в рай     | All Dogs Go To Heaven            | голос              |